# Usulután
Usulután es una ciudad de El Salvador, que es cabecera del distrito y departamento homónimos.

## Toponimia
El topónimo en Idioma náhuat Usulután significa «Entre los Ocelotes»; donde: Uselut, significa: Ocelote y Tan, que significa entre. Dando etimológicamente el resultado náhuat:Uselutan.

## Geografía física
El distrito cubre un área de 139,75 km² y tiene una altitud de 90 m s. n. m.

## Historia
Usulután fue habitado originalmente por grupos lencas. Hacia el siglo XV, sin embargo, fueron conquistados por pipiles. Durante la época de la conquista, los residentes repelieron durante un mes a las milicias  españolas en el año 1529, quienes estaban bajo el mando de Diego de Rojas. Asimismo, en 1539 hostigaron a una avanzada de Pedro de Alvarado en la zona de la actual Bahía de Jiquilisco. No fue hasta 1553 que Diego de Holguín logró la pacificación del sitio.

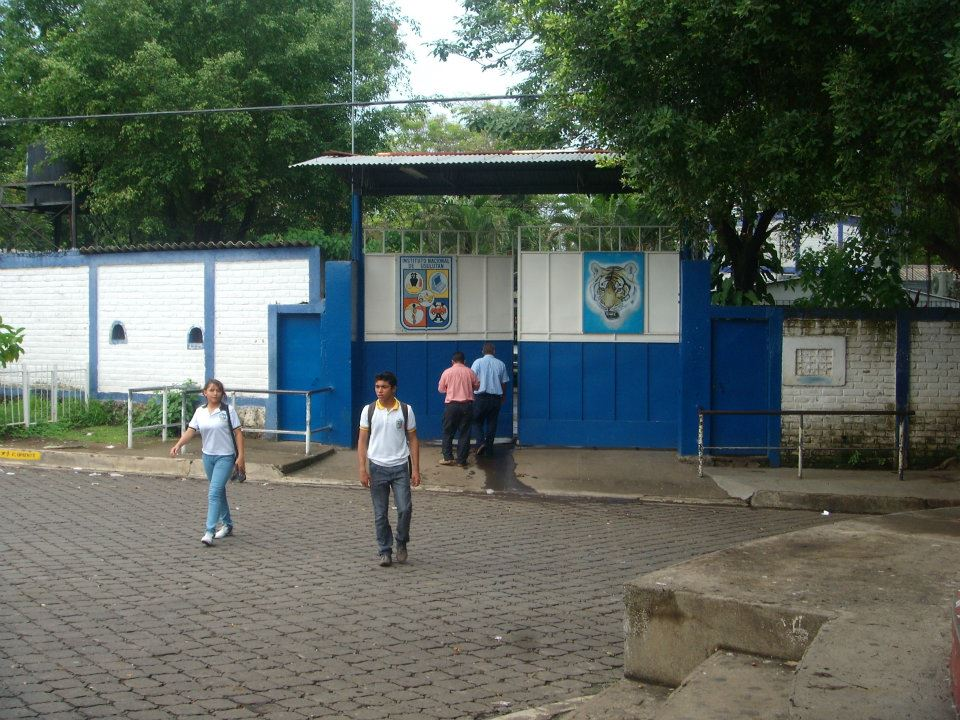
Centro público de educación media de la ciudad.

De acuerdo al arzobispo Pedro Cortés y Larraz, en 1770 la aldea era cabeza de curato y tenía una población 2 047 habitantes. Debido al establecimiento de la Intendencia de San Salvador en 1786, Usulután fue uno de sus Partidos. Con los intentos de emancipación de  1811, Gregorio Melara lideró una serie de disturbios que llegaron a deponer a las autoridades locales, pero al final fue encarcelado. Nuevamente se involucró en los conatos libertarios de 1814, pero también fue apresado y terminó sus días en la Fortaleza de San Fernando en Omoa.

### Pos-independencia
En el año 1827 al poblado le fue conferido el título de «villa» y bajo la administración de Gerardo Barrios, el de «ciudad» (1860). Cinco años después fue organizado el departamento de Usulután, y la ciudad como su cabecera.
A las 5 del día 28 de marzo, el presidente con sus ministros, su séquito y guardia de honor partió de San Miguel y llegó a Usulután el siguiente día 29 a las cinco de la tarde. Las autoridades civiles y eclesiásticas los fueron a encontrar hasta Ereguayquín donde descansaron durante el mediodía acordando arbitrios para aquel pueblo; por la noche se trató de la situación de la villa de Usulután como preliminar para acordar lo posible en favor de ella. El día siguiente a las 9 de la mañana fue abierto el despacho del ministerio para acordar arbitrios en favor del cabildo y escuela y para tratar de asuntos generales; a las 5 de la tarde, el gobierno presenció un examen que dio la escuela de primeras letras y premió a varios niños adelantados y suministró una cantidad de dinero para mejorar el edificio de la escuela. La comitiva salió el día siguiente, acompañado hasta dos leguas por las autoridades y multitud de vecinos.
En el 9 de abril, domingo de resurrección, de 1855, fueron asesinados el Alcalde 1º Rafael Bermúdez y el Secretario municipal Ignacio Ramírez al volver de bañarse en el río por un grupo mandado por el cura de Usulután, el nicaragüense Juan Bravo, quién sostuvo que "es cosa santa matar cuando se mata en nombre de Dios." El mismo grupo saqueó la tienda del Alcalde. El Gobernador del Departamento salió con 100 hombres para Usulután, pero no hubo "trascendencia alguna en el orden público," pero dejó una guarnición de 25 hombres.
Después de que se reglamentó la Policía Rural con Jueces de Policía rural en el 16 de mayo de 1868, se nombró a don Jesús Castillo como Juez de Policía Rural del Distrito de Usulután, siendo don Domingo Ruiz su suplente.
En el 11 de febrero de 1878 se abrió el Colegio de Usulután, dirigido por Eugenio López; su enseñanza se dividió en primaria (comprendido de escritura, aritmética elemental, conocimientos generales de geografía, rudimentos de gramática castellana, moral, doctrina cristiana y urbanidad), secundaria (comprendida por gramática castellana, francés, aritmética demostrada, álgebra, inglés, lógica, psicología, física, teodicea, ética, geometría plana y del espacio, latín, historia, geografía, retórica y astronomía), comercial (comprendida de inglés, francés, aritmética comercial y teneduría de libros) y de adorno (comprendida por música y dibujo); se les proporcionó a los estudiantes ejercicios gimnásticos, alimentos, y baños; las pensiones mensuales adelantadas para internos era de 14 pesos, 13 para semi-internos, 3 pesos 4 reales para externos de instrucción secundaria, 3 para los de primaria; los cursantes de una clase pagaban 1 peso 4 reales, de dos 2 pesos 4 reales y para tres o más 3 pesos 4 reales.
En 1890 habitaban 6,856 personas.
En el 12 de enero de 1901, se emitieron los Estatutos del Hospital de Usulután elaborados por varios vecinos de Usulután, estos son aprobados por la Secretaría de Instrucción Pública y Beneficencia en el 11 de febrero y son publicados en el Diario Oficial en el 22 de febrero. La primera Junta Directiva del Hospital fue presidida por el presbítero don Pedro Poch.
En el 15 de mayo de 1905, se fundó la Sociedad "Unión de Obreros" de Usulután, presidida por  Félix Aguirre.
Para una memoria del Ministerio de Relaciones Exteriores, Justicia y Beneficencia correspondiente al año de 1905, se mencionó que el edificio del hospital se encontraba ya terminado, faltando solamente los útiles necesarios y los empleados respectivos; estaba dividido en diez departamentos que podían alojar en cada uno 10 pacientes, su importe ascendía a $16,831.

## Demografía
De acuerdo al censo oficial de 2024, tiene una población de 66.125 habitantes.

## Cultura

### Escultismo
La ciudad cuenta con 2 grupos scouts pertenecientes a la Asociación de Scouts de El Salvador, ligada a la Organización Mundial del Movimiento Scout entre los cuales figuran: 
• Grupo #63 "Oxelotlán"
• Grupo #100 "Xiriualtique"
Estos grupos desempeñan actualmente una fuente de recreación y ocio para niños jóvenes y adultos reuniéndose en distintos puntos del departamento.

## Festividades
Las fiestas patronales de la ciudad de Usulutan, se celebran entre el 17 al 24 de noviembre en honor a la Virgen Santa Catalina de Alejandría. En esos días se cierra todas sus instituciones Públicas.

## Deporte
En la localidad tiene su asiento el Club Deportivo Luis Ángel Firpo de la primera división del fútbol salvadoreño, quien ha sido campeón 10 veces en su historia.

## Personajes ilustres
De esta ciudad es originario Elías Antonio Saca, expresidente de la República de El Salvador y el político Schafik Jorge Handal Handal, ambos descendientes de palestinos. Además de estos el cantautor Álvaro Torres es también de origen usuluteco.